# Atletica leggera ai Giochi della VII Olimpiade - Lancio del martello
La competizione del lancio del martello di atletica leggera ai Giochi della VII Olimpiade si svolse il giorno 18 agosto 1920 allo Stadio Olimpico di Anversa.

## L'eccellenza mondiale
| Campione olimpico 1912  | 54,74      | Matthew McGrath | Presente |
| Primatista mondiale     | 57,77 1913 | Patrick Ryan    | Presente |
| Vincitore selezioni USA | 51,62      | Patrick Ryan    | Presente |
| Primatista stagionale   | 51,79      | Matthew McGrath | Presente |

1. ↑  Fino al 15 agosto.

## Risultati

### Turno eliminatorio
Tutti i 12 iscritti hanno diritto a tre lanci. Poi si stila una classifica. I primi sei disputano la finale (tre ulteriori lanci).
I sei finalisti si portano dietro i risultati della qualificazione.
La miglior prestazione appartiene a Patrick Ryan (USA) con 52,875 m. I favoriti per il titolo sono gli americani.
| Pos. | Atleta           | Nazione       | Misura |
| ---- | ---------------- | ------------- | ------ |
| 1    | Patrick Ryan     | Stati Uniti   | 52,875 |
| 2    | Basil Bennett    | Stati Uniti   | 48,250 |
| 3    | Carl Johan Lind  | Svezia        | 48,000 |
| 4    | Malcolm Svensson | Svezia        | 47,290 |
| 5    | Matthew McGrath  | Stati Uniti   | 46,670 |
| 6    | Tom Nicolson     | Gran Bretagna | 45,700 |
| 7    | Nils Linde       | Svezia        | 44,885 |
| 8    | James McEachern  | Stati Uniti   | 44,700 |
| 9    | Archie McDiarmid | Canada        | 44,660 |
| 10   | Robert Olsson    | Svezia        | 44,190 |
| 11   | Johan Pettersson | Finlandia     | 41,760 |
| -    | John Cameron     | Canada        | NM     |

### Finale
Patrick Ryan è inavvicinabile per gli avversari. Lo svedese Lind sorpassa Bennett e si piazza al secondo posto. Matthew McGrath (USA), tra i favoriti, non riesce a migliorare il "normale" 46,67 della qualificazione e finisce quinto. 
| Pos.    | Atleta           | Età | Nazione       | Misura |
| ------- | ---------------- | --- | ------------- | ------ |
| Oro     | Patrick Ryan     | 39  | Stati Uniti   | 52,875 |
| Argento | Carl Johan Lind  | 37  | Svezia        | 48,430 |
| Bronzo  | Basil Bennett    | 26  | Stati Uniti   | 48,250 |
| 4       | Malcolm Svensson | 35  | Svezia        | 47,290 |
| 5       | Matthew McGrath  | 42  | Stati Uniti   | 46,670 |
| 6       | Tom Nicolson     | 41  | Gran Bretagna | 45,700 |